# 戈耶什蒂鄉
44°30′N 23°45′E / 44.500°N 23.750°E
戈耶什蒂鄉（羅馬尼亞語：Comuna Goiești, Dolj），是羅馬尼亞的鄉份，位於該國西南部，由多爾日縣負責管轄，面積78平方公里，海拔高度126米，2007年人口3,110，人口密度每平方公里40人。